# Caravas
Caravas (em grego:  Καραβάς) é uma cidade localizada no distrito de Cirénia, Chipre. De acordo com o censo de 2011, sua população era de 6 597 habitantes. Atualmente sob controle do Chipre do Norte. 